# علاج مركب

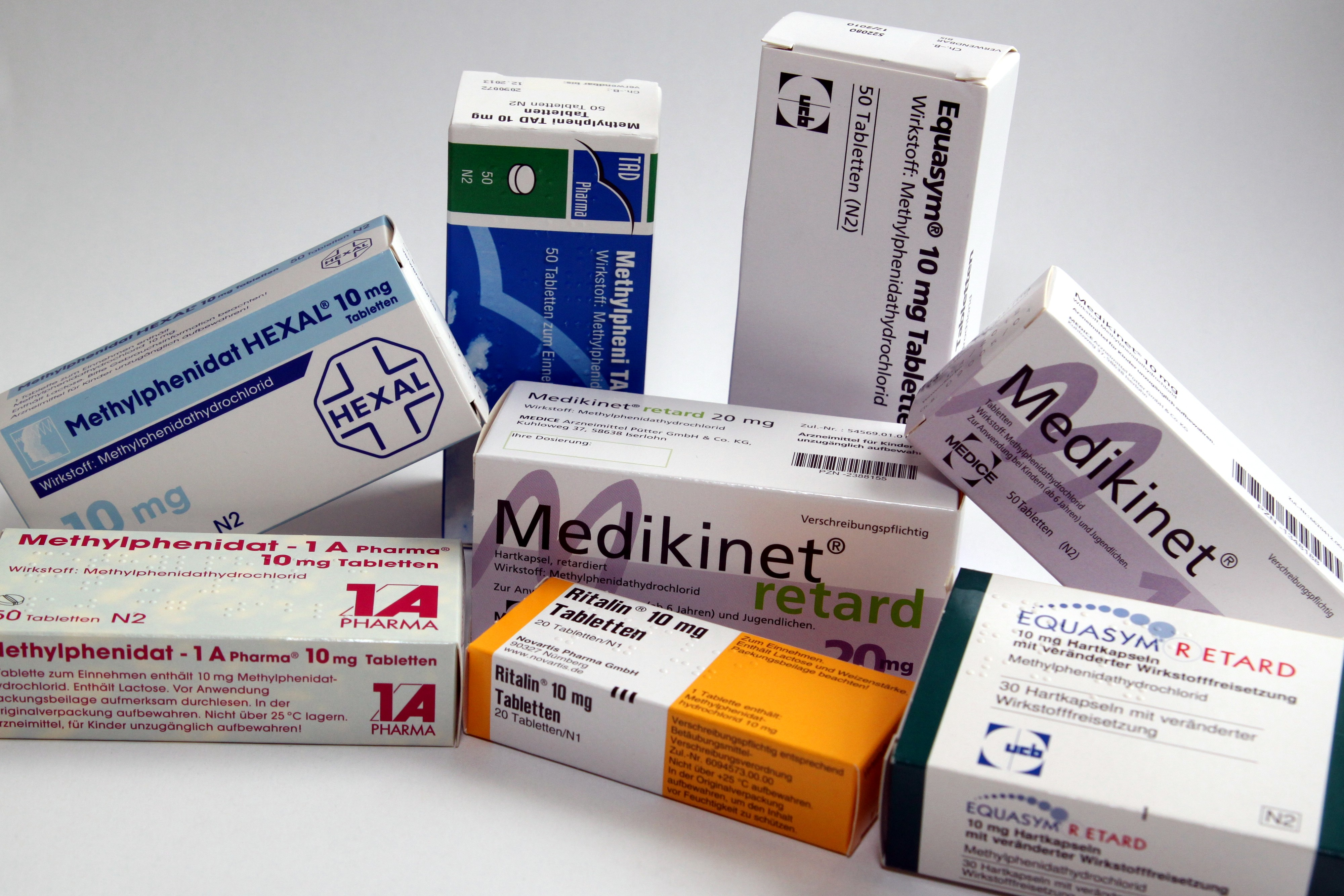

العلاج المركب أو العلاج المتوالف أو العلاج المتعدد (بالإنجليزية: Combination therapy أو polytherapy)‏ هو العلاج باستخدام أكثر من دواء واحد أو وسيلة علاجية واحدة (بالمقابل هنالك ما يسمى بعلاج منفرد). عادة ما يستخدم مصطلح العلاج المركب للإشارة لاستخدام عدد من الأدوية لعلاج مرض ما، لكن في حالات أخرى قد يشمل العلاج علاجات غير صيدلانية مثل العلاج عن طريق الحوار لعلاج الاكتئاب. العلاج المركب بالأدوية قد يشمل استخدام أدوية مختلفة منفردة أو استخدام شكل صيدلاني يحتوي على أكثر من مكون فعال (دواء مركب).
تعديد الأدوية هو مصطلح يشير إلى استخدام أدوية متعددة، بغض النظر إن كانت تستخدم لعلاج حالة معينة أو أكثر.

## استخدامات العلاج المركب
من أبرز الأمراض التي تحتاج لعلاج مركب:
- السل
- الجذام
- السرطان
- ملاريا
- العدوى بفيروس العوز المناعي البشري أو متلازمة العوز المناعي المكتسب

## فوائد العلاج المركب
من فوائد العلاج المركب:
- التقليل من مقاومة الدواء
- معدل أقل في فشل العلاج
- نسبة أقل من الوفيات
- أعراض جانبية أقل إذا استخدم بشكل صحيح (بسبب عدم الحاجة لجرعات عالية لكل دواء كما في حالة العلاج المنفرد)
- تقليل التكاليف بسبب قلة حالات فشل العلاج

## مشاكل متعلقة بالعلاج المركب
من أهم المشاكل:
- آثار ضائرة، قد يصعب تحديد الدواء المسبب له
- زيادة تكاليف العلاج بسبب كثرة الأدوية
- التداخل الدوائي